# Округ Беријен (Џорџија)
Беријен (енгл. Berrien County) је округ у америчкој савезној држави Џорџија.

## Демографија
По попису из 2010. године број становника је 19.286, што је 3.051 (18,8%) становника више него 2000. године.
| Група             | 2000.          | 2010.          |
| Белци             | 13.761 (84,8%) | 16.050 (83,2%) |
| Афроамериканци    | 1.856 (11,4%)  | 2.063 (10,7%)  |
| Азијати           | 48 (0,3%)      | 82 (0,4%)      |
| Хиспаноамериканци | 384 (2,4%)     | 885 (4,6%)     |
| Укупно            | 16.235         | 19.286         |